# Mylochromis gracilis
Espèce
Mylochromis gracilis est une espèce de poissons d'eau douce de la famille des Cichlidae.

## Distribution
Ce poisson est endémique du Malawi.

## Description
Les spécimens étudiés par Trewavas en 1935 mesuraient entre 200 et 210 mm de longueur totale.

## Systématique
Le nom valide complet (avec auteur) de ce taxon est Mylochromis gracilis (Trewavas, 1935).
L'espèce a été initialement classée dans le genre Haplochromis sous le protonyme Haplochromis gracilis Trewavas, 1935,.
Mylochromis gracilis a pour synonymes :
- Cyrtocara gracilis (Trewavas, 1935)
- Haplochromis gracilis Trewavas, 1935
- Maravichromis gracilis (Trewavas, 1935)
- Sciaenochromis gracilis (Trewavas, 1935)

## Étymologie
Son épithète spécifique, du latin gracilis, « menu, élancé, svelte », lui a probablement été donné en comparaison des autres espèces de ce genre.

## Publication originale
- (en) Ethelwynn Trewavas, « A synopsis of the Cichlid Fishes of Lake Nyasa », Annals and Magazine of Natural History, Londres, Taylor & Francis, vol. 16, no 91,‎ juillet 1935, p. 65-118 (ISSN 0374-5481, OCLC 1481361, DOI 10.1080/00222933508655026, lire en ligne).